# Georgios Fattas
Georgios Fattas (* 11. Dezember 1985) ist ein zypriotischer Mountainbiker und Straßenradrennfahrer.
Georgios Fattas wurde 2002 zypriotischer Vizemeister im Straßenrennen der Eliteklasse. 2004 wurde er nationaler Vizemeister im Cross Country. Im nächsten Jahr gewann er in Troodos den Meistertitel im Cross Country, welchen er 2007 zum zweiten Mal für sich entscheiden konnte.

## Erfolge
2005
- Zypriotischer Meister – Cross Country

2007
- Zypriotischer Meister – Cross Country

## Teams
- 2004 BikinʼCyprus International MTB Team
- 2008 A-Style Somn
- 2009 Team Worldofbike.Gr